# Italian X Rays
Italian X Rays je třinácté studiové album americké rockové skupiny Steve Miller Band, vydané v roce 1984. Album vyšlo u Capitol Records a produkoval ho Steve Miller.

## Seznam skladeb
| Pořadí         | Název                    | Autor                       | Délka |
| -------------- | ------------------------ | --------------------------- | ----- |
| 1.             | Radio 1                  | Byron Allred                | 0:37  |
| 2.             | Italian X Rays           | Steve Miller, Gary Mallaber | 4:40  |
| 3.             | Daybreak                 | Allred                      | 2:38  |
| 4.             | Shangri-La               | Miller, Kenny Lee Lewis     | 5:04  |
| 5.             | Who Do You Love?         | Miller, Tim Davis           | 2:56  |
| 6.             | Harmony of the Spheres 1 | Allred                      | 1:46  |
| 7.             | Radio 2                  | Allred                      | 0:35  |
| 8.             | Bongo Bongo              | Miller, Chris McCarty       | 3:12  |
| 9.             | Out of the Night         | Miller, Davis               | 3:46  |
| 10.            | Golden Opportunity       | Mallaber, Lewis             | 3:32  |
| 11.            | The Hollywood Dream      | Miller, Allred              | 3:51  |
| 12.            | One in a Million         | Miller                      | 3:43  |
| 13.            | Harmony of the Spheres 2 | Allred                      | 0:53  |
| Celková délka: | Celková délka:           | Celková délka:              | 37:19 |

## Sestava
- Steve Miller – zpěv, kytara, synclavier, klávesy
- Kenny Lee Lewis – baskytara, kytara
- Norton Buffalo – harmonika
- Byron Allred – klávesy
- Gary Mallaber – bicí, perkuse